# László Bíró
László József Bíró (Boedapest, 29 september 1899 – Buenos Aires, 24 oktober 1985) was een Hongaars journalist en uitvinder van de balpen.

## Biografie
Bíró was een veelzijdig man. Hij studeerde medicijnen, maar maakte die studie niet af. In de periode van 1921 tot 1939 was hij onder meer werkzaam als journalist, kunstenaar, effectenhandelaar, coureur en uitvinder. Rond 1930 ontwikkelde hij een automatische versnellingsbak, waarvan het patent aangekocht werd door General Motors. 
Tijdens zijn werkzaamheden als journalist ergerde hij zich veelvuldig aan de tekortkomingen van de vulpen: hij moest hem regelmatig bijvullen, maakte er soms vlekken mee, en scheurde af en toe het papier. In 1938, tijdens een bezoek aan een drukkerij, viel het hem op dat drukinkt voor kranten veel sneller droogt dan de inkt van een vulpen, waardoor er geen vlekken ontstonden. Hij probeerde dezelfde inkt in een vulpen te gebruiken, hetgeen mislukte omdat de inkt een te hoge stroperigheid had en daardoor niet door de punt wilde vloeien. Samen met zijn broer Georg, een apotheker, ontwikkelde hij een nieuwe penpunt met daarin een kogeltje dat de inkt uit een patroon over het papier uitrolt, in plaats van dat de inkt uit zichzelf over het papier vloeit. Het kogeltje fungeerde tevens als afsluiter van het inktreservoir, waarmee werd voorkomen dat de inkt uitdroogde.
Na te zijn gevlucht voor de nieuw ingevoerde anti-joodse wetten in Hongarije, patenteerde Bíró zijn vinding in 1938 in Parijs. Vijf jaar later, in 1943, emigreerden de broers naar Argentinië, waar ze een nieuw patent aanvroegen en vervolgens het bedrijf Biro Pens of Argentina oprichtten.
Tijdens de Tweede Wereldoorlog werden balpennen gebruikt door piloten van de Britse Royal Air Force, omdat de inkt uit vulpennen op grote hoogte bevroor en daardoor onbruikbaar was. Deze pennen werden in licentie geproduceerd door de Miles-Martin Pen Company.
In 1948 verkocht Bíró het patent aan de Amerikaanse Parker Pen Company. Het was echter het Franse bedrijf BIC dat de pen in 1950 voor het eerst bij een groot publiek introduceerde.
Bíró overleed in 1985 in Buenos Aires. Op zijn geboortedag, 29 september, wordt in Argentinië nog elk jaar Uitvindersdag gevierd.
In Argentinië staat een balpen nog steeds bekend als birome, in een aantal andere landen, waaronder Groot-Brittannië, Australië en Nieuw-Zeeland, als biro.

### Erkenning
- In 2007 werd hij opgenomen in de National Inventors Hall of Fame
- Op 29 september 2016, zijn 117e geboortedag, werd hij geëerd met een Google Doodle, waarop de naam Google werd geschreven met een balpen.

- Gemeinsame Normdatei: 124864384
- International Standard Name Identifier: 0000 0001 0955 1261
- Library of Congress Control Number: nb2008004332
- Nationale Bibliotheek van Tsjechië: mzk2013797639
- Union List of Artist Names: 500372970
- Virtual International Authority File: 11837431
- WorldCat: E39PBJgd4BxmFdFHrhcffbmcfq